# In extremis (album)
Pour les articles homonymes, voir In extremis.
Albums de Francis Cabrel
Vise le ciel
(2012) L'In extremis tour
(2016)
Singles
1. Partis pour rester
Sortie : mars 2015
2. Dur comme fer
Sortie : juillet 2015
3. À chaque amour que nous ferons
Sortie : octobre 2015
4. Le pays d'à côté
Sortie : février 2016

In extremis est le 13e album studio de Francis Cabrel sorti le 27 avril 2015 sur le label Sony Music. 

## Historique
Il est réalisé par Michel Françoise et Francis Cabrel et enregistré par Sébastien Bramardi. Enregistrements additionnels au studio Davout, par Ludovic Lanen assisté d’Hugo Alexandre Pernot ; prise de son chœurs et polyphonies par Clément Bianco. Il est mixé par James Farber (au studio de la Grande Armée) assisté par Guillaume Lejault et masterisé par Greg Calbi (Sterling Sound - NY).

## Thèmes abordés

### Politique
Francis Cabrel traite de nombreuses questions d'actualité dans cet album : « Ceux qui nous gouvernent me désespèrent. Ils forment une caste surprotégée et tellement éloignée du peuple qu’il leur est leur difficile de répondre aux aspirations des gens. »
Dans la chanson In extremis, Cabrel aborde le sujet de l'identité occitane (évoquée via la mélodie du Se canto), et présente la langue occitane comme « éteinte » et interdite (« comme un refrain défendu »).
La chanson Mandela, pendant ce temps traite de la lutte contre le racisme (« Y'a pas une couleur mieux qu'une autre ») sous l'angle des 27 ans que Nelson Mandela a passés en prison. Cabrel commente : « Émotionnellement, " Madiba " est le personnage le plus fort du XXe siècle. »
Pas si bêtes évoque un avenir peu reluisant, peut-être du fait du changement climatique (« On voit venir la tempête », « Si le ciel doit se renverser ») et/ou des inégalités (« nos toitures percées » / « nos habits rapiécés »). Le thème du changement climatique, de la pollution et d'autres crises écologiques est également traité dans Le Pays d'à côté (« Quand la Terre se fendit » / « La fumée ou le brouillard / Impossible de savoir / Chaque soir plus épais »), et Cabrel y accuse la recherche du profit (« Tout le monde laissait faire par profit » / « profiter de la nature ») et la rupture entre le monde moderne et la nature (« la nature disparue on ne sait où sous les casques et les enceintes » / « tout défiguré »).
Le Pays d'à côté traite également de la comparaison aux autres pays en tant que prétexte et/ou excuse à l'inaction politique. Selon Cabrel : « Cette chanson a été écrite avant les attentats de janvier. À l’époque déjà, une certaine France aspirait à une société cloisonnée, remettant en question les valeurs de solidarité et d’entraide qui ont fondé notre vivre ensemble. Ma chanson plaide pour plus d’humanité. Plutôt que de penser qu’à côté ça va plus mal, il faut déjà faire tout pour que les choses aillent mieux ici. »
Dur comme fer pourrait également faire allusion aux promesses d'un politicien.

### Vie personnelle
Les Tours gratuits parle des enfants qui grandissent et quittent le foyer familial. Cabrel dit qu'il a « très mal vécu » cette phase dans son propre foyer : « Je me suis senti abandonné […] Ça m'a fait un choc. ».
À chaque amour que nous ferons parle d'amour et de sexe.
Partis pour rester parle du temps qui passe et du vieillissement (« La grande aiguille se déplace / On va viser l'éternité » / « le temps est passé quand même » / « On tombe chacun à son tour / Entre les griffes du rapace »). C'est également cette thématique qui a fourni le nom de l'album : « je pense maintenant que le temps est compté. C’est pour cela que j’ai appelé mon album In extremis. »

### Musique
La Voix du crooner et Les fontaines du jazz font chacune allusion à un style musical spécifique au jazz.

### Religion
La chanson Dans chaque cœur parle de la crucifixion de Jésus, en évoquant les thèmes de l'amour et de l'espoir ; Cabrel dit à ce sujet qu'il n'a « jamais fait mystère » de sa foi catholique.

## Classements et ventes
In extremis se classa à la première place des meilleures ventes de disques en France et fut la 7e meilleure vente de l'année 2015, avec 386 974 ventes, dont 366 926 ventes physiques et 20 048 ventes numériques. Il se classa à la première place des charts belges (disque de platine) et à la deuxième place du hitparade suisse.

## Liste des titres
Toutes les chansons sont écrites et composées par Francis Cabrel.
| No  | Titre                          | Durée |
| --- | ------------------------------ | ----- |
| 1.  | Dur comme fer                  | 4:03  |
| 2.  | À chaque amour que nous ferons | 4:29  |
| 3.  | Le Pays d'à côté               | 4:36  |
| 4.  | Azincourt                      | 2:58  |
| 5.  | In extremis                    | 5:42  |
| 6.  | Dans chaque cœur               | 5:04  |
| 7.  | Partis pour rester             | 3:39  |
| 8.  | Mandela, pendant ce temps      | 4:10  |
| 9.  | Les Tours gratuits             | 4:40  |
| 10. | La Voix du crooner             | 2:53  |
| 11. | Pas si bêtes                   | 4:20  |
| 12. | Les Fontaines du jazz (bonus)  | 3:42  |

## Les musiciens
- Francis Cabrel : guitares et piano
- Denis Benarrosh : batterie, percussions
- Bernard Paganotti : basse, contrebasse
- Freddy Koella : guitare, violon, mandoline
- Michel Françoise : guitares, basse, caisse claire et percussions additionnelles
- Himiko Paganotti, Julia Sarr, Ousman Danedjo, Dalila Azzouz-Laborde, Stellia Koumba Koumba, Corou de Berra : chœurs
- Camille Artichaut : clarinette & cuivres
- Cyril Latour, David Moulié : cuivres
- Stéphane Chausse : clarinette
- Claude Egea : trompette
- Bertrand Lajudie : arrangements et direction cordes
- Christophe Guiot, David Naulin, Michèle Descamps, Jeanne Lancien Mondon, Yue Zhang, Élisabeth Pallas, Sylvie Sentenac, Christophe Bruckert, Fanny Coupe,  François Bodin, Jonathan Nazet, Jean-Philippe Audin, Philippe Nadal : cordes
- Benjamin Faugloire : piano sur Les Fontaines du jazz

## Classements & certification
| Pays         | Durée du classement | Meilleur classement |
| ------------ | ------------------- | ------------------- |
| France       | 78 semaines         | 1er                 |
| Belgique (W) | 81 semaines         | 1er                 |
| Belgique (V) | 10 semaines         | 13e                 |
| Suisse       | 37 semaines         | 2e                  |

| Pays     | Certification | Ventes    | Date       |
| -------- | ------------- | --------- | ---------- |
| France   | 3 × Platine   | 300 000 + | 29/07/2015 |
| Belgique | Platine       | 20 000 +  | 09/10/2015 |

### Charts singles
| Date | Single                         | Chart        | durée du classement | Position |
| ---- | ------------------------------ | ------------ | ------------------- | -------- |
| 2015 | Partis pour rester             | Top 100      | 21 semaines         | 42e      |
| 2015 | Partis pour rester             | (W) Ultratop | 1 semaine           | 39e      |
| 2015 | A chaque amour que nous ferons | Top 100      | 1 semaine           | 141e     |